# Хара-Кутул
Хара-Кутул (рос. Хара-Кутул) — селище Заіграєвського району, Бурятії Росії. Входить до складу Сільського поселення Верхньоількінське.
Населення — 181 особа (2015 рік).